# Benjamín Hill
Benjamín Hill là một đô thị thuộc bang Sonora, México. Năm 2005, dân số của đô thị này là 5285 người.